# Kurt Wilhelm Marek
Pour les articles homonymes, voir Marek.
C. W. Ceram (Berlin, 20 janvier 1915 –  Hambourg, 12 avril 1972) est le pseudonyme-anagramme du journaliste, écrivain et auteur allemand Kurt Wilhelm Marek, connu pour son travail de vulgarisation de l'archéologie. Il choisit d'écrire sous ce pseudonyme pour se démarquer de son précédent travail de propagandiste du Troisième Reich.

## Biographie
Durant la Seconde Guerre mondiale, il est un membre des services de la propagande. Durant cette période, il écrit Wir hielten Narvik (1941), et Rote Spiegel - überall am Feind. Von den Kanonieren des Reichsmarschalls (1943).
In 1949, il écrit son plus fameux ouvrage, Götter, Gräber und Gelehrte — traduit en français en 1952 sous le titre Des dieux, des tombeaux, des savants. C'est une histoire de l'archéologie, résolument conçue comme ouvrage de vulgarisation, comme il le présente lui-même dans l'introduction :

« Ce livre n'a aucune ambition scientifique. Son but est bien plutôt de mettre en lumière le caractère passionnant, dramatique et profondément humain de certaines recherches scientifiques. Le savant considérera donc ce livre comme un ouvrage de « vulgarisation ». C'est en effet exactement mon propos. Il m'a paru que cette science si riche, dont les adeptes furent à la fois des aventuriers et des hommes d'étude, des romantiques enthousiastes et des intellectuels réfléchis, cette science qui parcourt à la fois le temps et l'espace, avait été enterrée sous les publications spécialisées. »

Cet ouvrage fut rapidement traduit en 28 langues et a fait l'objet de régulières et nombreuses rééditions jusqu'à ce jour. Il reste une référence et s'est vendu à cinq millions d'exemplaires.
En 1954, Ceram s’était fixé aux États-Unis, à Woodstock, dans l’État de New York, mais c’est à Hambourg qu’il est décédé, le 11 avril 1972. Un prix d'archéologie porte son nom, le Ceram Preis.